# 大杉久美子
大杉 久美子（おおすぎ くみこ、1951年7月10日 - ）は、日本の歌手。
東京都出身。血液型はA型。
本名は同じ。テレビアニメ『アタックNo.1』の主題歌「アタックNo.1」をはじめ、多くの童謡・アニメソングを代表曲に持つ。

## 略歴
精華学園高等学校（現・東海大学付属市原望洋高等学校）卒業。
1964年に柴山モモ子（しばやま ももこ）の芸名で歌謡曲の歌手としてデビュー。同年、クラウンレコード主催のミスクラウンコンテスト優勝。
その後環ルナ（たまき -）と改名するがヒット曲に恵まれず、1969年に発表（レコード発売は1970年）した『アタックNo.1』の主題歌「アタックNo.1」 が自身にとって初のヒット曲となった。これを皮切りにアニメソング歌手として本名で活動を開始する。なお1971年には杉美子（すぎ よしこ）として歌謡曲活動も行っていた。
『アタックNo.1』以降、『ジャングル黒べえ』や『エースをねらえ!』などの主題歌を歌ったほか、『世界名作劇場』シリーズでは初期作品における殆どの主題歌を担当していた。日本コロムビアでは1970年以後、1979年12月時点でヒット賞を7回受賞している。
卓越した歌唱力と包み込むような優しい歌声で、ささきいさお・堀江美都子・水木一郎とともに、1970年代には「アニソン四天王」として活躍した。
『ドラえもんのうた』のオリジナル歌手でもある。
現在は堀江美都子が部長を務める『アニソン女子部』で顧問として活躍したり、地域のコンサートなどに出演している。

## 人物
- アニメソングや童謡の他に幼稚園や保育園の園歌も多数歌っており、レコード化されているものもある。全ての数は不明。
- 『アタックNo.1』主題歌の収録時、作曲者の渡辺岳夫に「そんな声じゃだめだ!」と言われ、非常階段に連れて行かれて「ここで声出して」と厳しく指導された。セリフ部分もなかなかうまく行かず、レコーディングは2日がかりだった[2]。その後、『アルプスの少女ハイジ』で再会した時の渡辺岳夫は優しかったという[4]。
- 『森の陽気な小人たちベルフィーとリルビット』で「チュチュナ」の役は、元々は大杉が務める予定であった[6]。
- 透き通るような美声が特徴だが、出産を経た1980年代後半以降は歌声が変わっている。
- 2013年3月にはタイのバンコクで行われた『Thai-Japan Anime Music & Festival 2013』で『ドラえもんのうた』などを披露した[7]。

## 作品

### シングル
「柴山モモ子」名義
| タイトル（A面）        | タイトル（B面）      | レコード会社 | レコード番号 | 発売日     |
| ---------------------- | -------------------- | ------------ | ------------ | ---------- |
| 東京っ子               | 明日は日曜日         | クラウン     | CW-95        | 1964.06.01 |
| 進一彦：あの娘は三番目 | ヤングヤングボレロ   | クラウン     | CW-206       | 1965.01.01 |
| 娘の縁談               | 高石かつ枝：としごろ | クラウン     | CW-226       | 1965.02.01 |

「環ルナ」名義
| タイトル（A面）        | タイトル（B面）  | レコード会社 | レコード番号 | 発売日     |
| ---------------------- | ---------------- | ------------ | ------------ | ---------- |
| ブーガルー・タウン銀座 | 燃えろブーガルー | クラウン     | PW-34        | 1968.07.01 |
| 一人ぽっちの夕陽       | 幸福に泣きたい   | クラウン     | PW-46        | 1968.11.01 |

「杉美子」名義
| タイトル（A面）  | タイトル（B面） | レコード会社         | レコード番号 | 発売日  |
| ---------------- | --------------- | -------------------- | ------------ | ------- |
| ポケットにりんご | よそみした愛    | デノン（コロムビア） | CD-136       | 1971.10 |
| ときめき         | しあわせの消息  | デノン（コロムビア） | CD-156       | 1972.05 |

### アルバム
- 大杉久美子 テレビアニメーションの世界 （1977年3月発売、コロムビア）
- 大杉久美子 アニメロマンの世界 （1978年5月25日発売、コロムビア）
- 大杉久美子 ニューヒットベスト16 （1979年12月25日発売、コロムビア）
- 大杉久美子 よい子の名作アニメベストヒット16 （1982年発売、コロムビア）
- アニメファンタジーランド 〜まっててごらん〜 大杉久美子 （1999年4月30日発売、コロムビア）
- 大杉久美子 スーパー・ベスト 〜アタックNo.1／母をたずねて三千里〜 （2005年7月20日発売、コロムビア）
- 大杉久美子 40th Anniversary BOX 燦（かがやき）のとき 〜やさしさの歌〜 （2010年5月19日発売、コロムビア）
- 柴山モモ子（環ルナ、杉美子） アーリー・イヤーズ・アンソロジー 1964-1972 （2015年2月18日発売、ディスクユニオン）
- ベスト・オブ・ベスト 大杉久美子 （2015年4月1日発売、コロムビア）

### 映像作品
- 大杉久美子 ファミリーコンサート （VHS）
- 大杉久美子 TV主題歌大全集 （DVD、2013年3月27日発売、コロムビア）

### アニメソング
| アニメタイトル                           | 種類                 | 曲名 |
| ---------------------------------------- | -------------------- | --- |
| アタックNo.1                             | OP                   | アタックNo.1(の歌) |
| ジャングル黒べえ                         | OP ED                | ジャングル黒べえの歌 ウラウラ・タムタム・ベッカンコ? |
| ミラクル少女リミットちゃん               | OP ED                | 幸わせを呼ぶリミットちゃん センチなリミットちゃん |
| エースをねらえ!                          | OP ED 挿入歌         | エースをねらえ! 白いテニスコート(で) ひとりぽっちのテニスコート |
| アルプスの少女ハイジ                     | ED 挿入歌 〃         | まっててごらん ユキとわたし ペーターとわたし 夕方の歌 |
| おひげのナマズン                         | OP ED                | おひげのナマズン 愛のマーメイド |
| アンデルセン童話 にんぎょ姫              | OP 挿入歌            | あこがれ 待っていた人 |
| フランダースの犬                         | OP&ED1 ED2 挿入歌 〃 | よあけのみち どこまでもあるこうね パトラッシュぼくの友達 まどをあけて 手をつないで あおいひとみで                                                                   |
| ドンチャック物語(第一期)                 | OP ED                | ドン・チャックといっしょに 夢見るドン・チャック |
| 勇者ライディーン                         | 挿入歌               | 女の子だもの |
| 草原の少女ローラ                         | OP ED 挿入歌 〃      | 草原の少女ローラ ローラの子守歌 わたしのローラ みんなのローラ |
| 母をたずねて三千里                       | OP ED 挿入歌 〃      | 草原のマルコ かあさんおはよう ピクニックのうた 陽気なマルコ ペッピーノ一座のうた かあさんの子守歌                                                                   |
| ドンチャック物語(第二期)                 | OP ED                | 空いっぱいの夢 星の川 |
| ピコリーノの冒険                         | OP ED 挿入歌 〃      | ぼくはピコリーノ オリーブの木陰 ごめんねおじいさん たのしくいこうよ                                                                                                 |
| ポールのミラクル大作戦                   | OP ED                | ポールの冒険 オカルトハンマーのうた |
| あらいぐまラスカル                       | OP ED 挿入歌 〃      | ロックリバーへ おいでラスカル つりびより すてきなカヌー もえるゆうひ いたずらっこポー おはようドニイブルック さよならをゆうときがきたね                             |
| ジェッターマルス                         | ED1 ED2 挿入歌 〃    | 少年マルス おやすみマルス キライ!スキ! 宇宙のスキャット |
| 白鳥の王子                               | ED                   | なみだとねんね |
| シートン動物記 くまの子ジャッキー        | OP ED                | おおきなくまになったら ランとジャッキー |
| 風船少女テンプルちゃん                   | OP ED 挿入歌 〃      | ぼくらは旅の音楽隊 風船少女テンプルちゃん 風船少女のうた ちいさなふたり テンプルバンドのうた わたしはテンプル 旅は風船にのって                                      |
| ペリーヌ物語                             | OP ED 挿入歌 〃      | ペリーヌものがたり 気まぐれバロン 少女の夢 ボンジュール! ロザリーは友だち                                                                                           |
| おやゆび姫                               | 挿入歌               | 夢でいつでも |
| まんがこども文庫                         | ED4 ED6 ED12         | ゆきがふる ちょびっとちょびっと春がきた さんご礁 |
| まんがのくに                             | OP 挿入歌            | おいかけロック 動物くらべっこ |
| ドラえもん                               | OP ED 挿入歌 〃      | ドラえもんのうた 青い空はポケットさ いいやつなんだよドラえもん ドラドラどこかにドラえもん ドラえもんの夢 ドラえもんの子守唄 ゾウさんの瞳はなぜ青い ぽかぽかふわふわ |
| くじらのホセフィーナ                     | OP ED                | くじらのホセフィーナ さよならサンティー |
| コラルの探検                             | OP ED                | 3人のうた 夢見るコラル |
| ドカベン                                 | OP3 ED3              | 青春フィーバー(コンバット・マーチ) 太陽の子 |
| 森の陽気な小人たちベルフィーとリルビット | OP ED                | 森へおいでよ おやすみチュチュナ |
| 燃えろアーサー 白馬の王子                | ED                   | 旅すりゃ友達 |
| とんでも戦士ムテキング                   | 挿入歌 〃            | タコローダンシング クロダコ踊りPART 1 |
| 富山敬と麻上洋子のアニメジョッキー       |                      | ラッパを鳴らせ おはなしのなかに |
| 名犬ジョリィ                             | 挿入歌 〃            | ジャンプ!ジョリィ おかあさんの匂い |
| 忍者ハットリくん                         | ED                   | ねぇハットリくん |
| あさりちゃん                             | 挿入歌               | あさりの住む町 |
| 吾輩は猫である                           | 挿入歌               | きみはねこの友だちですか? |
| ミームいろいろ夢の旅                     | ED                   | ちいさいかわのうた |
| ドラえもん のび太と鉄人兵団              | 主題歌               | わたしが不思議 |
| ウルトラマンキッズ M7.8星のゆかいな仲間  | ED                   | 仲良しピグコとミドリちゃん |
| オズの魔法使い                           | ED                   | 魔法のクレヨン |
| デルパワーX 爆発みらくる元気!!           | 挿入歌 〃            | パンツァー・メッフェン〜ローラとスージー〜 がんばれ!まーなーみー!                                                                                                   |
| キャシャーン                             | ED                   | 希望子午線〜ホライズン・ブルー〜 |

### ドラマ・特撮
『娘の縁談』
- OP『娘の縁談』〔柴山モモ子名義〕

『透明ドリちゃん』
- OP『透明ドリちゃん』
- ED『夢の国の王女さま』

『刑事鉄平』
- テーマソング(スキャット)

### 童謡
コロムビアからリリース
- 『緑の小馬が生まれたら』（「みんなのうた」1976年4〜5月放映） - 2012年3月17日放送の「みんなのうた発掘スペシャル」で、視聴者提供により映像付きのものが流れた。テレビ版とLP（CW-7074等）に収録された曲はアレンジが大幅に異なる。
- 『なかよしパンダ』（SCS-193）
- 『人気絶頂ファッション・ショー』（ダンス教材、EK-549）
- 『スペインの村まつり』（ダンス教材、EK-560）
- 『青いお空にひかってる』（ダンス教材、EK-588）
- 『ビーバーちゃんいらっしゃい』（ダンス教材、EK-591）
- 『赤ずきんちゃん』（CK-1003）　等

東芝EMIからリリース
- 『花かげ』（こども舞踊シリーズ、TH-3234／TH-25023）
- 『花嫁人形』（こども舞踊シリーズ、TH-3234）
- 『浜千鳥』（こども舞踊シリーズ、TH-3236）
- 『砂山』（こども舞踊シリーズ、中山晋平作曲版、TH-3236／KEZ-5005）
- 『俵はごろごろ』（こども舞踊シリーズ、TH-3240）
- 『水蓮と蛙のバレエ』（ダンス教材、TS-4078）
- 『チムチムチェリー』（ダンス教材、TS-4079）
- 『チェッ チェッ コリ』（ダンス教材、TS-1437）
- 『ピンキーマウス・マーチ』（ダンス教材、TS-4093）
- 『ウィンターワンダーランド』（TC-50050）　等

### その他
コマーシャル・ソング
- マルコメ味噌：ツルツル君／クリクリロックンロール（コロムビア、CK-697）
- 北海道電力：ぼくらのワットくん（シートレコード[8]）　等

LP『すきすきうさこちゃん』（「うさこちゃん」はミッフィーの別名）
- 『すきすきうさこちゃん』
- 『うさこちゃんとピクニック』
- 『ピョンととんでうさこちゃん』
- 『うさこちゃんとニンジン』
- 『Dancingうさこちゃん』
- 『うさこちゃんのたんじょうび』
- 『おしゃれなうさこちゃん』
- 『うみへいったよ』
- 『Dreamうさこちゃん』

丘灯至夫作詞生活40年記念LPレコード『ねこふんじゃった こどもの歌アルバム』より
- 『ボクはお猿の機関士で』　[注 2]

『おはようパーソナリティ道上洋三です』より
- 『おめでとうのうた』 - 1978年にレコード発売[9]（日本コロムビア SCS-428）。1980年に新録音で再発（日本コロムビア SCS-569）。
- 『あいさつのうた』 - 1978年にレコード発売（日本コロムビア SCS-428）
- 『はみがきの歌』 - 1980年にレコード発売（日本コロムビア SCS-569）

『サミットストア』店内BGM
- 『Twice a week at Summit』（2018年現在は使用されていない[10]）
- 『なかよし土日のうた』

### カバー
- 『魔法のマコちゃん』[11]（『魔法のマコちゃん』OP）　原曲：堀江美都子
- 『サインはV』（『新サインはV』OP）　原曲：坂口良子
- 『美しき仲間たち』（『新サインはV』IN）　原曲：坂口良子
- 『星の子チョビン』（『星の子チョビン』OP）　原曲：藍美代子
- 『星のしずくの子守唄』（『星の子チョビン』ED）　原曲：藍美代子
- 『ペペロの冒険』[11]（『アンデス少年ペペロの冒険』OP）　原曲：堀江美都子
- 『風よつたえて』[11]（『アンデス少年ペペロの冒険』ED）　原曲：堀江美都子
- 『誰よりも遠くへ』（『トム・ソーヤの冒険』OP）　原曲：日下まろん
- 『裸足のフローネ』（『家族ロビンソン漂流記 ふしぎな島のフローネ』OP）　原曲：潘恵子
- 『走れ!ジョリィ』（『名犬ジョリィ』OP）　原曲：堀江美都子
- 『虹になりたい』（『南の虹のルーシー』OP）　原曲：やまがたすみこ
- 『ストップ!! ひばりくん!』（『ストップ!! ひばりくん!』OP）　原曲：雪野ゆき
- 『いま地球が目覚める』（『未来少年コナン』OP）　原曲：鎌田直純、山路ゆう子
- 『きこえるかしら』（『赤毛のアン』OP）　原曲：大和田りつこ
- 『遠い世界に』（『みんなのうた』使用曲）　原曲：チューインガム

## 出演

### ラジオ
- オールナイトパートナー（1969年 - 1970年、毎週土曜日[12]、ラジオ関東） - DJ[1]
- アニソン・アカデミー（2016年4月2日、NHKFM） - 講師（ゲスト）[13]
- 伊集院光とらじおと（2017年1月31日、TBSラジオ） - 「伊集院光とらじおとゲストと」コーナーゲスト[14]
- ラジオ深夜便 （2018年2月4日、NHKFM） - 「時代を創った声」ゲスト[15]

### テレビ
- ふえはうたう（1974年4月 - 1977年3月、NHK教育） - お姉さん
- おはなしたまてばこ（1976年、東京12チャンネル）
- おーいおはなしだよ（1977年、千葉テレビ放送）
- 特バン・ぼくらのともだちドラえもん（1979年、テレビ朝日）
- コラルの探検（1979年4月 - 1980年3月、TBS） - コラルの声 役
- オールスター家族対抗歌合戦（1979年7月29日、フジテレビ） - 堀江美都子・ささきいさお・水木一郎・こおろぎ'73とともに出場。
- 保存版! アニメ主題歌大全集（2002年、NHKBS2 ）水木一郎、堀江美都子、前川陽子とともに出演。「アタックNo.1」「よあけのみち」を披露。
- BS永遠の音楽大全集 アニメソング大全集（2005年5月22日、NHKBS2）「アタックNo.1」「エースをねらえ！」「ドラえもんのうた」を披露。
- BS永遠の音楽大全集 アニメソング大全集（2006年5月28日、NHKBS2）「よあけのみち」　「ドラえもんのうた」を披露。
- おもいッきりDON!（2009年7月10日、日本テレビ） - 「今日はDONな日」のコーナーで7月10日が誕生日の人として紹介され、「ドラえもんのうた」を披露した。

### 映画
- テンプルちゃんの小公女（1979年） - サラ・クルー 役（シャーリー・テンプルの日本語版吹き替え）
- スヌーピーとチャーリーブラウン（1984年） - サリー・ブラウンの声 役
- スヌーピーとアドベンチャー - ライラの声 役
- アニメちゃん（1984年、松竹映画） - お母さん 役
- ウルトラマンキッズ M7.8星のゆかいな仲間（1984年3月17日、松竹富士） - ピグコの声 役